# Kim Han-min
Kim Han-min nasceu em 5 de novembro de 1969 e é um diretor e roteirista de filmes sul-coreano. Ele dirigiu grandes filmes como A Guerra das Flechas (2011) e O Almirante - Correntes Furiosas (2014).

## Carreira
Depois de completar sua pós graduação em artes de cinema na Universidade Dongguk, Kim Han-min recebeu elogios por duas de suas curta-metragens: Sunflower Blues e Three Hungry Brothers.
Em 2007, ele realizou sua estreia como diretor com o filme Paradise Murdered, uma narrativa fictícia contando sobre um assassinato que aconteceu numa ilha isolada na década de 1980 envolvendo horrores racionais e irracionais, que estreou Park Hae-il, Park Sol-mi e Sung Ji-ru.
Em sua segunda longa-metragem, Kim substituiu o cenário da ilha para o da cidade grande e o tema para suspense (focando em chantagem) e dirigiu o filme Handphone (2009), estreando Uhm Tae-woong e Park Yong-woo. O sucesso tanto comercial quando crítico ficou aquém dos do seu primeiro filme.
Ambientado durante a Segunda Invasão Manchu à Coreia, o terceiro filme de Kim, A Guerra das Flechas, de 2011, combinou combates bem coreografados e efeitos especiais, um enredo tenso e uma perseguição emocionante para contar a história de um mestre arqueiro em sua missão de resgatar sua irmã dos soldados da Dinastia Qing. Este filme, inesperadamente, atingiu uma audiência de 7,46 milhões, tornando-o o filme de maior bilheteria na Coreia de 2011.
Em 2014, Kim dirigiu outro filme de boa reputação, O Almirante: Correntes Furiosas que retratou a épica Batalha de Myeongryang, em que 12 embarcações da Marinha Coreana lideradas pela mais admirada figura militar na Coreia, o General Yi Sun-sin lutaram contra 330 embarcações japonesas invasoras, que foram no fim derrotadas. Dada a desvantagem numérica, a batalha é considerada uma das vitórias mais memoráveis de Yi Sun-sin. Se tornou o filme de maior bilheteria na história da Coreia do Sul, o primeiro a alcançar 15 milhões de ingressos vendidos e o primeiro filme local a arrecadar mais de 100 milhões de dólares.

## Filmografia
- A Painter Story (curta-metragem de 1995) - diretor
- Beyond... (curta-metragem de 1995) - diretor
- Sympathy (curta-metragem de 1997) - diretor
- Rush (curta-metragem de 1998) - diretor
- Sunflower Blues (curta-metragem de 1999) - diretor, roteirista e editor
- Three Hungry Brothers (curta-metragem de 2003) - diretor,

roteirista e editor
- A Wintering (2007) - ator
- Paradise Murdered (2007) - diretor e roteirista
- Handphone (2009) - diretor, editor de escrita e ator
- War of the Arrows (2011) - diretor e roteirista
- The Admiral: Roaring Currents (2014) - diretor, roteirista e produtor executivo
- Roaring Currents: The Road of the Admiral (documentário de 2015) - diretor